# シアトル・シーウルブズ
シアトル・シーウルブズ(Seattle Seawolves)は、アメリカ合衆国・ワシントン州タックウィラに本拠地を置くラグビーユニオンクラブである。スタジアムはスターファイアー・スタジアム。

## 歴史
2017年、創設。
2018年シーズンからメジャーリーグラグビーに加入。そこから2連覇を果たした。
2021年、日本代表の山田章仁が加入。

## タイトル
- メジャーリーグラグビー- 2018, 2019 (2回)]

## スコッド
- ジョー・タウフェテ(アメリカ代表)
- オリーブ・キリフィ(アメリカ代表)
- チャンス・ウェングレウスキー(アメリカ代表)
- ロドニー・アイオナ(サモア代表)
- ディバン・ルソウ(ナミビア代表)
- テヴィタ・クリンドラニ(オーストラリア代表)

## 歴代所属選手
- ジェフ・ハスラー (カナダ代表)
- ローランド・スニウラ(アメリカ代表)
- レイ・バークウィル (カナダ代表)
- フィル・マック (カナダ代表)
- ピーター・ネルソン (カナダ代表)
- ジェイク・イルニッキー (カナダ代表)
- ジャスティス・シアーズ＝ドゥル (カナダ代表)
- アンドリュー・デュルタロ(アメリカ代表)
- 山田章仁(日本代表)
- オーバート・ノーチェ(ナミビア代表)
- カール・キーン
- アウグスト・ベーメ (チリ代表)
- サム・マノア(アメリカ代表)
- ベン・ランドリー(アメリカ代表)
- AJ・アラティム(元サモア代表)
- マルティン・イオセフォ(アメリカ代表)